# КВ-1
КВ-1 (названный в честь Климента Ворошилова, как и остальные танки серии КВ) — советский тяжёлый танк времён Великой Отечественной войны. Обычно называется просто «КВ»: танк создавался под этим именем, и лишь позже, после появления танка КВ-2, КВ первого образца ретроспективно получил цифровой индекс.
Выпускался с августа 1939 года по август 1942 года.

## История создания КВ-1

Танк КВ-1 (Л-11), 1940 год

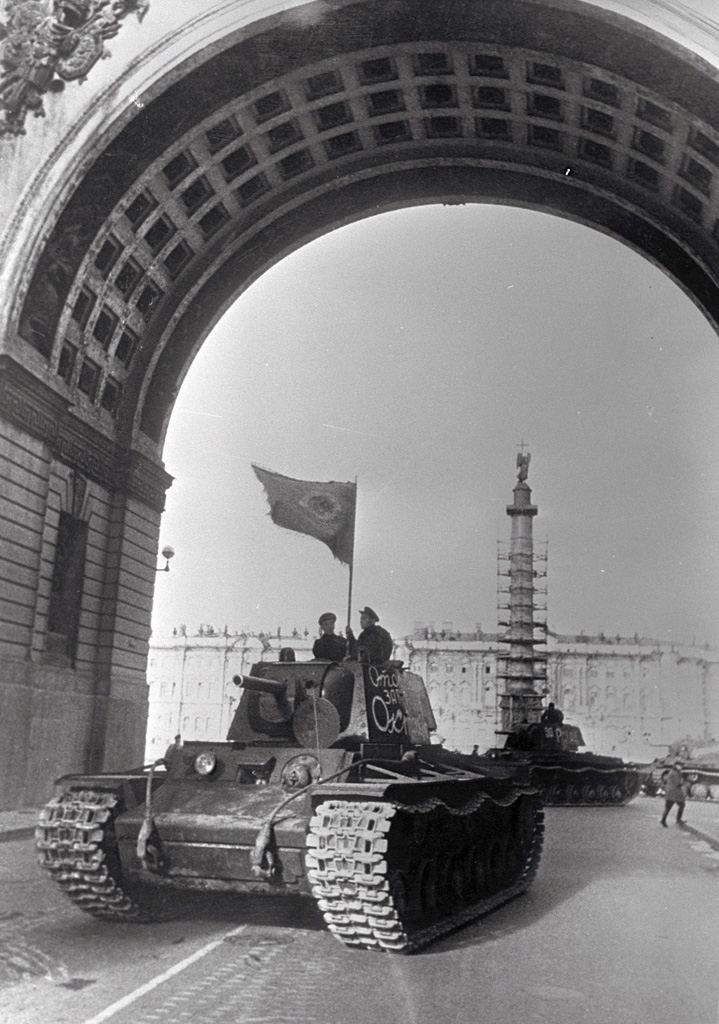
Танки, собранные из челябинских деталей на заводе № 371 в блокадном Ленинграде

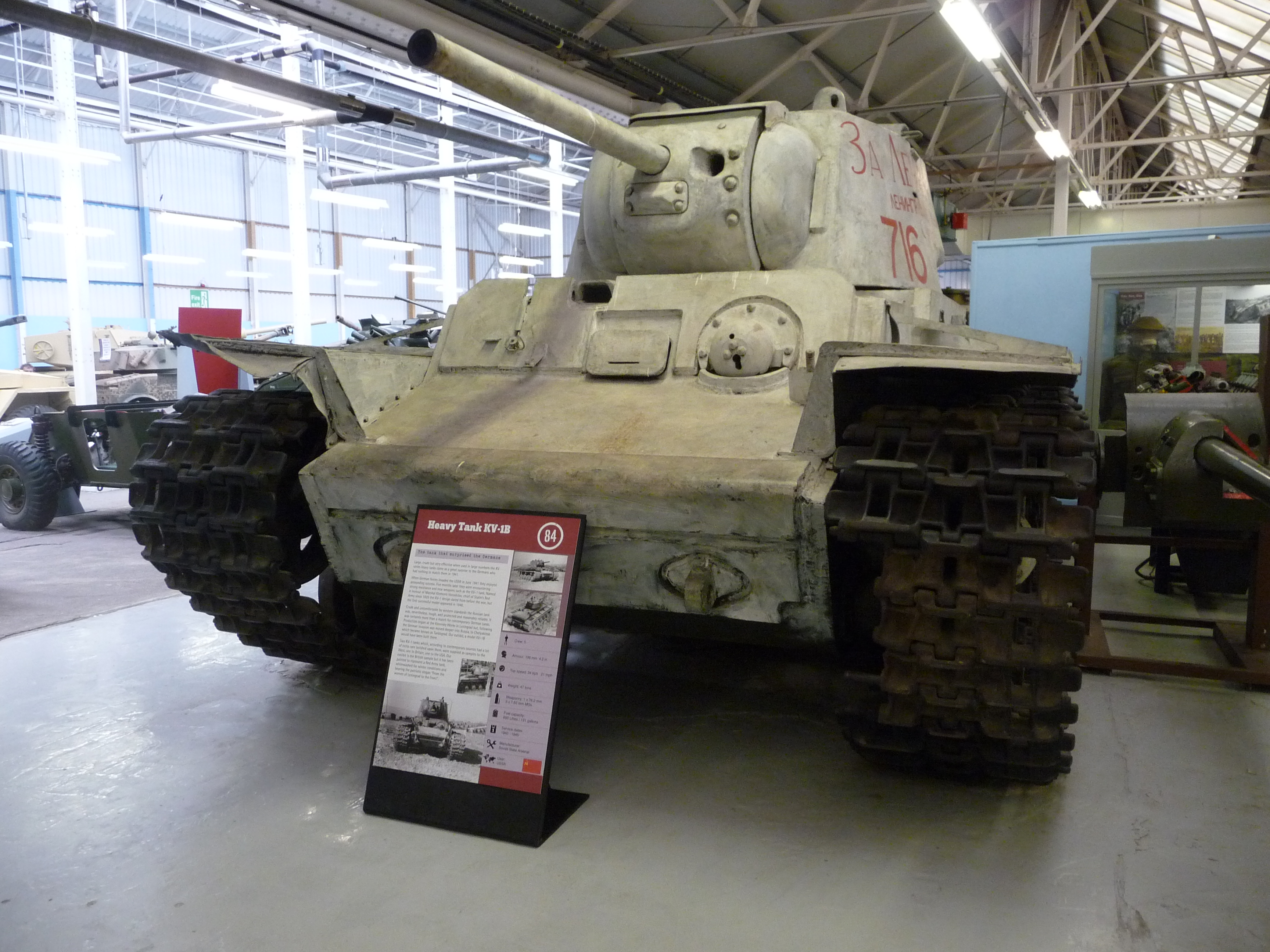
Танк КВ-1 (ЗИС-5) с литой башней в танковом музее Бовингтона, Великобритания

Необходимость создания тяжелого танка, несущего противоснарядное бронирование, хорошо понималась в СССР. Согласно отечественной военной теории, такие танки были необходимы для взламывания фронта противника и организации прорыва или преодоления укрепленных районов. Большинство армий развитых стран мира имело свои теории и практики преодоления мощных укрепленных позиций противника, опыт в этом был приобретен ещё во время Первой мировой войны. Такие современные на тот момент укрепленные линии как, например, линия Мажино или линия Зигфрида считались даже теоретически непреодолимыми.
Существовало ошибочное мнение, что танк создан во время советско-финской войны для прорыва финских долговременных укреплений (линии Маннергейма). На самом деле танк начал проектироваться ещё в конце 1938 года, когда стало окончательно понятно, что концепция многобашенного тяжёлого танка, подобного Т-35, является тупиковой. Было очевидно, что наличие большого количества башен хоть и является преимуществом в огневой мощи, но неизбежно влечёт за собой побочные эффекты в виде усложнения конструкции и как следствие её удорожания, снижения скорости изготовления и меньшей надёжности. А гигантские размеры танка лишь утяжеляют и демаскируют его и не позволяют использовать достаточно толстую броню. Инициатором создания танка был начальник АБТУ РККА комкор Д. Г. Павлов.
В конце 1930-х были предприняты попытки разработать танк уменьшенных (по сравнению с Т-35) размеров, но с более толстой бронёй. Однако конструкторы так и не решились отказаться от использования нескольких башен: считалось, что одна пушка будет бороться с пехотой и подавлять огневые точки, а вторая обязательно должна быть противотанковой — для борьбы с бронетехникой.
Новые танки, созданные в рамках этой концепции (СМК и Т-100), были двухбашенными, вооружёнными 76-мм и 45-мм пушками. И лишь в качестве эксперимента разработали ещё и уменьшенный вариант СМК — с одной башней. За счёт этого сократилась длина машины (на два опорных катка), что положительно сказалось на динамических характеристиках. В отличие от предшественника, КВ (так назвали экспериментальный танк) получил дизельный двигатель. Первый экземпляр танка (У-0) был изготовлен на Ленинградском Кировском заводе (ЛКЗ) в августе 1939 года. Первоначально ведущим конструктором танка был А. С. Ермолаев, затем — Н. Л. Духов.
30 ноября 1939 года началась советско-финская война. Военные не упустили случая испытать новые тяжёлые танки. За день до начала войны (29 ноября 1939 г.) СМК, Т-100 и КВ отправились на фронт. Их передали 20-й тяжелой танковой бригаде, оснащённой средними танками Т-28.
Первый бой КВ принял 17 декабря при прорыве Хоттиненского укрепрайона линии Маннергейма.
Экипаж КВ в первом бою:
1. лейтенант Качехин (командир);
2. воентехник 2-го ранга (механик-водитель) И. Головачев;
3. лейтенант Поляков (наводчик);
4. К. Ковш (механик-водитель, испытатель Кировского завода);
5. А. И. Эстратов (моторист / заряжающий, испытатель Кировского завода);
6. П. И. Васильев (трансмиссионщик / радист, испытатель Кировского завода).

Танк успешно прошёл испытания боем: его не могла поразить ни одна противотанковая пушка противника. Огорчение военных вызвало лишь то,
что 76-мм пушка Л-11 оказалась недостаточно сильной для борьбы с ДОТами. Для этой цели пришлось создавать новый танк КВ-2, вооружённый 152-мм гаубицей.
По представлению ГАБТУ совместным постановлением Политбюро ЦК ВКП(б) и СНК СССР от 19 декабря 1939 года (уже через день после испытаний) танк КВ был принят на вооружение. Что же до танков СМК и Т-100, то они также показали себя в довольно выгодном свете (впрочем, СМК в начале боевых действий подорвался на мине), но на вооружение приняты не были, поскольку при более высокой огневой мощи они несли менее толстую броню, обладали бо́льшими размерами и весом, а также худшими динамическими характеристиками.

## Серийное производство
Серийное производство танков КВ началось в феврале 1940 года на Кировском заводе. В соответствии с постановлением СНК СССР и ЦК ВКП(б) от 19 июня 1940 года Челябинскому тракторному заводу (ЧТЗ) предписывалось также начать выпуск КВ. 31 декабря 1940 года на ЧТЗ собрали первый КВ. Одновременно на заводе началось строительство специального корпуса для сборки КВ.
На 1941 год было запланировано выпустить 1200 танков КВ всех модификаций. Из них на Кировском заводе — 1000 шт. (400 КВ-1, 100 КВ-2, 500 КВ-3) и ещё 200 КВ-1 на ЧТЗ. Однако на ЧТЗ к середине года сдали только 25 танков. Всего в 1940 году было построено 139 КВ-1 и 104 КВ-2, а в первом полугодии 1941 года — 393 (в том числе 100 КВ-2).
Серийные номера машин выпуска ЛКЗ разбивались на серии:
- Серия «У» — с 0 по 20.
- Серия «3600» — с 3601 по 3700.
- Серия «3700» — с 3701 по 3740.
- Серия «9600» — с 9601 по 9700.
- Серия «9700» — с 9701 по 9800.
- Серия «4550» — с 4551 по 4600.
- Серия «4600» — с 4601 по 4700.

И т.д.
Вплоть до конца производства, последовательность нумерации шла сквозная и закончилась на № 5247.
| Производство КВ-1 (по данным Военной приемки) | Производство КВ-1 (по данным Военной приемки) | Производство КВ-1 (по данным Военной приемки) | Производство КВ-1 (по данным Военной приемки) | Производство КВ-1 (по данным Военной приемки) | Производство КВ-1 (по данным Военной приемки) | Производство КВ-1 (по данным Военной приемки) | Производство КВ-1 (по данным Военной приемки) | Производство КВ-1 (по данным Военной приемки) | Производство КВ-1 (по данным Военной приемки) | Производство КВ-1 (по данным Военной приемки) | Производство КВ-1 (по данным Военной приемки) | Производство КВ-1 (по данным Военной приемки) | Производство КВ-1 (по данным Военной приемки) | Производство КВ-1 (по данным Военной приемки) | Производство КВ-1 (по данным Военной приемки) |
| --------------------------------------------- | --------------------------------------------- | --------------------------------------------- | --------------------------------------------- | --------------------------------------------- | --------------------------------------------- | --------------------------------------------- | --------------------------------------------- | --------------------------------------------- | --------------------------------------------- | --------------------------------------------- | --------------------------------------------- | --------------------------------------------- | --------------------------------------------- | --------------------------------------------- | --------------------------------------------- |
| Год/месяц                                     | Производитель                                 | Вооружение                                    | 1                                             | 2                                             | 3                                             | 4                                             | 5                                             | 6                                             | 7                                             | 8                                             | 9                                             | 10                                            | 11                                            | 12                                            | Всего                                         |
| 1939                                          | ЛКЗ                                           | Л-11                                          |                                               |                                               |                                               |                                               |                                               |                                               |                                               | 1                                             |                                               |                                               |                                               |                                               | 1                                             |
| 1940                                          | ЛКЗ                                           | Л-11                                          |                                               |                                               |                                               | 5                                             | 1                                             | 7                                             | 5                                             | 10                                            | 32                                            | 52                                            | 12                                            | 15                                            | 139                                           |
| 1941                                          | ЛКЗ                                           | Л-11                                          | 1                                             |                                               |                                               |                                               |                                               |                                               |                                               |                                               |                                               |                                               |                                               |                                               | 1                                             |
| 1941                                          | ЛКЗ                                           | Ф-32                                          | 45                                            | 44                                            | 62                                            | 66                                            | 10                                            | 40                                            | 153                                           | 180                                           | 81*                                           | 30**                                          |                                               |                                               | 711                                           |
| 1941                                          | ЧТЗ (ЧКЗ)                                     | Л-11                                          | 1                                             | 2                                             |                                               |                                               |                                               |                                               |                                               |                                               |                                               |                                               |                                               |                                               | 3                                             |
| 1941                                          | ЧТЗ (ЧКЗ)                                     | Ф-32                                          |                                               |                                               | 1                                             | 4                                             | 6                                             | 11                                            | 24                                            | 27                                            | 8                                             |                                               |                                               |                                               | 81                                            |
| 1941                                          | ЧТЗ (ЧКЗ)                                     | ЗиС-5                                         |                                               |                                               |                                               |                                               |                                               |                                               |                                               |                                               | 19***                                         | 62                                            | 156                                           | 190                                           | 427                                           |
| Всего за 1941 год                             | Всего за 1941 год                             | Всего за 1941 год                             | 47                                            | 46                                            | 63                                            | 70                                            | 16                                            | 51                                            | 177                                           | 207                                           | 108                                           | 92                                            | 156                                           | 190                                           | 1223                                          |
| 1942                                          | ЧКЗ                                           | ЗиС-5                                         | 216                                           | 262                                           | 250                                           | 260                                           | 325                                           | 287                                           | 132                                           | 70                                            |                                               |                                               |                                               |                                               | 1802                                          |
| 1942                                          | ЧКЗ                                           | 20К, АТО-41/42 (КВ-8)                         |                                               | 2                                             |                                               | 22                                            | 26                                            | 13                                            | 18                                            | 21                                            |                                               |                                               |                                               |                                               | 102                                           |
| Всего за 1942 год                             | Всего за 1942 год                             | Всего за 1942 год                             | 216                                           | 264                                           | 250                                           | 282                                           | 351                                           | 300                                           | 150                                           | 91                                            |                                               |                                               |                                               |                                               | 1904                                          |
| Итого                                         | Итого                                         | Итого                                         | Итого                                         | Итого                                         | Итого                                         | Итого                                         | Итого                                         | Итого                                         | Итого                                         | Итого                                         | Итого                                         | Итого                                         | Итого                                         | Итого                                         | 3267                                          |

* В том числе 3 танка были оборудованы огнеметом вместо курсового пулемёта
** Кроме того, переданы Военной приемке три опытных КВ: 1 Т-150 и 2 Т-220.
*** «19 штук без пушек и 18 из них находятся на заводе в ожидании их установки». Фактически 17 из них были сданы в ноябре, а один (№ 6740), в октябре, отправили на испытания.
Всего с 1939 по 1942 годы было выпущено 3165 КВ-1 и 102 КВ-8.
В сентябре 1941 года началась блокада Ленинграда, однако производство танков КВ-1 в Ленинграде на этом не закончилось. В блокадном городе на заводе № 371 в октябре-ноябре 1941 года из неиспользованного задела, эвакуированного с Ижорского завода, собрали 70 корпусов и 130 башен. Это позволило уже в ноябре изготовить первые два танка (№ С-001 и С-002). Один из них (С-002) по состоянию на 4 декабря уже числился в 86-м отдельном танковом батальоне Ленинградского фронта. Был подбит и сгорел у селения Красный Бор 23 декабря 1941 года.
В декабре-январе завод не работал. Всего к началу апреля 1942 года завод отремонтировал 53 КВ и вновь собрал 5 танков (№ С-001 — С-005). Во 2-м квартале изготовили 11 танков, в июле — 6, в августе — 5, в октябре — 8, в ноябре — 12, в декабре — 2. Всего 49 КВ-1. Также за 1942 год было отремонтировано 139 КВ.
В 1943 году выпустили ещё 21 машину. Пушкой ЗиС-5 были вооружены только 30 последних танков; первые 40 получили Ф-32, причем 29 из этих орудий были собраны вновь из заделов с ЛКЗ.
Таким образом, с ноября 1941 по 1943 год из вновь изготовленных корпусов и башен и агрегатов, как оставшихся после эвакуации ЛКЗ и Ижорского завода, так и поставленных с ЧКЗ, собрали 70 КВ-1 (№ С-001 — С-070). Так как эти машины шли только для нужд Ленинградского фронта, отрезанного от «Большой земли», то в отчеты ГАБТУ они не попали.
Несмотря на трудности, связанные с эвакуацией и развёртыванием завода на новом месте, во второй половине 1941 года фронт получил 933 танка КВ. В 1942 году их было построено уже 2553 (включая КВ-1с («скоростной») и огнемётный КВ-8). В августе 1942 года КВ-1 был снят с производства и заменён на модернизированный вариант — КВ-1с. Одними из причин модернизации послужили большой вес танка и ненадежность его трансмиссии. В общей сложности количество выпущенных КВ с 76-мм пушкой можно оценить в 3235 танков (без КВ-2, КВ-8, Т-150 и Т-220).

## К началу Великой Отечественной
Поставки серийных танков КВ-1 и КВ-2 в воинские части начались в августе 1940 года. Тогда с завода было отгружено 3 КВ-1 и 11 КВ-2, из которых 10 КВ-2 ушли в 3-й МК, остальные в ВУЗы.
Всего до конца 1940 года с завода отправили 205 танков (134 КВ-1 и 71 КВ-2):
- 2-я ТД — 32 КВ-1, 19 КВ-2;
- 4-я ТД — 20 КВ-1 и 20 КВ-2;
- 7-я ТД — 12 КВ-1;
- 8-я ТД — 20 КВ-1, включая У-0, У-17, 2 КВ-2 (У-2, У-3);
- 10-я ТД — 6 КВ-1 (У-11, У-12, У-13, У-14, У-15, У-16);
- 12-я ТД — 20 КВ-1, включая У-5, У-6, У-8, У-9, У-10, 26 КВ-2;
- ЛБТКУКС — 3 КВ-1, включая У-20;
- ВАММ — 3 КВ-1, включая У-18;
- КБТКУТС — 3 КВ-1;
- 2-е СБТУ — 9 КВ-1, включая У-19, 1 КВ-2;
- ЛКЗ — 3 КВ-1, включая У-7, 2 КВ-2 (У-1, У-4);
- ЧТЗ — 1 КВ-1;
- З-д № 92 — 1 КВ-1;
- НИАБТ Полигон — 1 КВ-1, 1 КВ-2;
- Не вывезено с завода — 6 КВ-1, 33 КВ-2.

| Вооружение | Куда поступили   | ЛКЗ  | ЧТЗ   | ЛКЗ   | ЧТЗ  | ЛКЗ     | Всего |
| Вооружение |                  | Л-11 | Л-11  | Ф-32  | Ф-32 | М-10    | Всего |
| ---------- | ---------------- | ---- | ----- | ----- | ---- | ------- | ----- |
| Январь     | 4-я ТД           | 6    |       |       |      |         | 6     |
| Январь     | 7-я ТД           | 1    |       | 4     |      | 2*      | 7     |
| Январь     | 8-я ТД           |      |       |       |      | 30      | 30    |
| Январь     | З-д № 92         |      |       | 1     |      | 1       | 2     |
| Январь     | Всего            | 7    |       | 5     |      | 33**    | 45    |
| Февраль    | 4-я ТД           |      |       | 15    |      |         | 15    |
| Февраль    | 10-я ТД          |      |       | 36    |      |         | 36    |
| Февраль    | Всего            |      |       | 51    |      |         | 51    |
| Март       | 2-я ТД           |      |       | 7     |      |         | 7     |
| Март       | 6-й МК           |      |       | 35*** |      |         | 35    |
| Март       | 10-я ТД          |      |       | 20    |      |         | 20    |
| Март       | 11-я ТД          |      |       | 10    |      |         | 10    |
| Март       | Воен. склад № 37 |      | 3**** |       |      |         | 3     |
| Март       | Всего            |      | 3     | 72    |      |         | 75    |
| Апрель     | 7-я ТД           |      |       |       | 2    |         | 2     |
| Апрель     | 10-я ТД          |      |       | 7     |      |         | 7     |
| Апрель     | 12-я ТД          |      |       | 17    |      |         | 17    |
| Апрель     | 32-я ТД          |      |       | 49    |      |         | 49    |
| Апрель     | 34-я ТД          |      |       | 8     |      |         | 8     |
| Апрель     | 37-я ТД          |      |       | 1     |      |         | 1     |
| Апрель     | З-д № 174        |      |       | 1     |      |         | 1     |
| Апрель     | Всего            |      |       | 83    | 2    |         | 85    |
| Май        | 41-я ТД          |      |       |       |      | 31      | 31    |
| Май        | 43-я ТД          |      |       |       | 5    |         | 5     |
| Май        | ОрБТУ            |      |       | 5     |      |         | 5     |
| Май        | ХБТУ             |      |       | 4     |      |         | 4     |
| Май        | УлБТУ            |      |       | 3     |      |         | 3     |
| Май        | ЛБТКУКС          |      |       | 1     |      | 1       | 2     |
| Май        | КБТКУТС          |      |       | 3     |      |         | 3     |
| Май        | Всего            |      |       | 16    | 5    | 32***** | 53    |
| Всего      | Всего            | 7    | 3     | 227   | 7    | 65      | 309   |

*из них один танк в марте был передан в 29-ю ТД.
**кроме того во 2-ю ТД был отправлен ремонтный У-4.
***из них в 4-ю ТД поступило 2 танка, в 7-ю ТД — 31, в 29-ю ТД — 1, в 33-ю — 1.
****из них 2 танка убыли в ОрБТУ и один — в ВАММ.
*****кроме того на ЛБТКУКС был отправлен ремонтный У-1.
Проходившие испытания с конца 1940 года на НИАБТ Полигоне по одному КВ-1 и КВ-2, в феврале 1941 года были переданы в ВАММ.
4 ноября 1940 года был утвержден план по модернизации находящихся в войсках танков, на которых были установлены недоработанные КПП (без замка). Всего 31 танк, включая машины установочной партии (У-2, У-3, У-5, У-6, У-8 — У-20, 3603 — 3616). К середине апреля на завод прибыло 14 танков, но из-за отсутствия основных узлов для проведения модернизации, дальнейшие отправки танков для этих целей приостановили. Фактически к этим работам завод приступил только во второй половине мая. 16 июня прибыли ещё два КВ-2. Однако работы ускорились уже после начала войны. Уже 27 июня КВ-1 У-16, без проведения цикла модернизации, был передан в учебный батальон при заводе. Остальные танки были отгружены в период с 5 по 21 июля.
| В/Ч     | Дата прибытия на завод | КВ-1                     | КВ-2         | Примечания                          |
| ------- | ---------------------- | ------------------------ | ------------ | ----------------------------------- |
| 2-я ТД  | 16.06.1941             |                          | Б-3604, 3622 |                                     |
| 8-я ТД  | 10.03.1941             | У-17                     | У-2          | На У-17 пушка заменена на Ф-32      |
| 10-я ТД | 27.02—19.04.1941       | У-11, 12, 13, 14, 15, 16 |              | На У-11—У-15 пушка заменена на Ф-32 |
| 12-я ТД | 10.03.—9.04.1941       | У-5, 6, 8, 9, 10         |              | Пушка заменена на Ф-32              |
| ВАММ    | 28.01.1941             | У-18                     |              | Пушка заменена на Ф-32              |
| Всего   | Всего                  | 13                       | 3            | Отгружены в войска в июле           |

| Модель | Категория | ЛВО | ПОВО | ЗОВО | КОВО | ОдВО | МВО | ПриВО | ОрВО | ХВО | Всего |
| ------ | --------- | --- | ---- | ---- | ---- | ---- | --- | ----- | ---- | --- | ----- |
| КВ-1   | 1         | 1   | 40*  | 66*  | 158  | 10   | 2   | 6     | 8    | 4   | 295   |
| КВ-1   | 2         | 3   | 17   | 9    | 31   |      | 1   | 12    |      |     | 73    |
| КВ-1   | 3         |     | 2    |      |      |      |     |       |      |     | 2     |
| Всего  | Всего     | 4   | 59*  | 75*  | 189  | 10   | 3   | 18    | 8    | 4   | 370   |
| КВ-2   | 1         | 2   | 13   | 22   | 87   |      | 1   |       |      |     | 125   |
| КВ-2   | 2         |     | 6    |      | 1    |      |     | 1     |      |     | 8     |
| КВ-2   | 3         |     |      |      | 1    |      |     |       |      |     | 1     |
| Всего  | Всего     | 2   | 19   | 22   | 89   |      | 1   | 1     |      |     | 134   |

*При составлении документа была допущена ошибка: 10 марта 1941 года в 7-ю танковую дивизию были отправлены 20 КВ-1, пунктом назначения значился Алитус (Литовская ССР), ПОВО. По факту танки отгрузили в 7-ю дивизию (Волковыск), ЗОВО, но продолжали числиться за ПОВО. Фактически в ПОВО — 39, в ЗОВО — 95. Скорее всего эти 20 КВ-1 относились к 1-й категории.
За первые две декады июня в войска было отправлено:
— 6 июня с ЧТЗ 4 КВ-1 в 15-ю танковую дивизию

— 17 июня с ЛКЗ 20 КВ-2 в 29-ю танковую дивизию; до места назначения эшелон не добрался.
| Наличие КВ в военных округах к 22 июня 1941 года (ЦАМО РФ) | Наличие КВ в военных округах к 22 июня 1941 года (ЦАМО РФ) | Наличие КВ в военных округах к 22 июня 1941 года (ЦАМО РФ) | Наличие КВ в военных округах к 22 июня 1941 года (ЦАМО РФ) | Наличие КВ в военных округах к 22 июня 1941 года (ЦАМО РФ) |
| ---------------------------------------------------------- | ---------------------------------------------------------- | ---------------------------------------------------------- | ---------------------------------------------------------- | ---------------------------------------------------------- |
|                                                            | КВ-1 с орудием Л-11                                        | КВ-1 с орудием Ф-32                                        | КВ-2 с высокой башней                                      | КВ-2 с пониженной башней                                   |
| ПОВО                                                       | 32                                                         | 7                                                          | 18                                                         |                                                            |
| 2-я танковая дивизия                                       | 32                                                         | 7                                                          | 18 (в том числе У-4)                                       |                                                            |
| ЗОВО                                                       | 39                                                         | 56                                                         |                                                            | 22                                                         |
| 4-я танковая дивизия                                       | 26                                                         | 17                                                         |                                                            | 20                                                         |
| 7-я танковая дивизия                                       | 13                                                         | 37*                                                        |                                                            | 1                                                          |
| 29-я танковая дивизия                                      |                                                            | 1                                                          |                                                            | 1                                                          |
| 33-я танковая дивизия                                      |                                                            | 1                                                          |                                                            |                                                            |
| КОВО                                                       | 34                                                         | 147                                                        | 1                                                          | 87                                                         |
| 8-я танковая дивизия                                       | 19 (в том числе У-0)                                       |                                                            | 1 (У-3)                                                    | 30                                                         |
| 10-я танковая дивизия                                      |                                                            | 63                                                         |                                                            |                                                            |
| 12-я танковая дивизия                                      | 15                                                         | 17                                                         |                                                            | 26                                                         |
| 15-я танковая дивизия                                      |                                                            | 4**                                                        |                                                            |                                                            |
| 32-я танковая дивизия                                      |                                                            | 49                                                         |                                                            |                                                            |
| 34-я танковая дивизия                                      |                                                            | 8                                                          |                                                            |                                                            |
| 37-я танковая дивизия                                      |                                                            | 1                                                          |                                                            |                                                            |
| 41-я танковая дивизия                                      |                                                            |                                                            |                                                            | 31                                                         |
| 43-я танковая дивизия                                      |                                                            | 5**                                                        |                                                            |                                                            |
| ОдВО                                                       |                                                            | 10                                                         |                                                            |                                                            |
| 11-я танковая дивизия                                      |                                                            | 10                                                         |                                                            |                                                            |
| ЛВО                                                        | 3                                                          | 1                                                          | 1                                                          | 1                                                          |
| ЛБТКУКС                                                    | 3 (в том числе У-20)                                       | 1                                                          | 1 (У-1)                                                    | 1                                                          |
| МВО                                                        | 3                                                          |                                                            |                                                            | 1                                                          |
| ВАММ                                                       | 3***                                                       |                                                            |                                                            | 1                                                          |
| ХВО                                                        |                                                            | 4                                                          |                                                            |                                                            |
| ХБТУ                                                       |                                                            | 4                                                          |                                                            |                                                            |
| ОрВО                                                       | 3                                                          | 5                                                          |                                                            |                                                            |
| ОБТУ                                                       | 3****                                                      | 5                                                          |                                                            |                                                            |
| ПриВО                                                      | 12                                                         | 6                                                          | 1                                                          |                                                            |
| КБТКУТС                                                    | 3                                                          | 3                                                          |                                                            |                                                            |
| 2-е СБТУ                                                   | 9 (в том числе У-19)                                       |                                                            | 1                                                          |                                                            |
| УБТУ                                                       |                                                            | 3                                                          |                                                            |                                                            |
| Всего                                                      | 126                                                        | 236                                                        | 21                                                         | 111                                                        |
| Вне Военных Округов                                        | 19                                                         | 5                                                          | 3                                                          | 51                                                         |
| В пути в 29-ю ТД                                           |                                                            |                                                            |                                                            | 20                                                         |
| Испытательный на ЛКЗ                                       | 1 (У-7)                                                    |                                                            |                                                            |                                                            |
| Курсы водителей при ЛКЗ                                    | 2                                                          |                                                            |                                                            |                                                            |
| Курсы водителей при ЧТЗ                                    | 1                                                          |                                                            |                                                            |                                                            |
| Не вывезены с ЛКЗ                                          |                                                            |                                                            |                                                            | 30                                                         |
| Не вывезены с ЧТЗ                                          |                                                            | 4                                                          |                                                            |                                                            |
| З-д № 92 (без постоянного вооружения)*****                 | 2                                                          |                                                            |                                                            | 1                                                          |
| З-д № 174                                                  |                                                            | 1 (установка огнемета)                                     |                                                            |                                                            |
| На модернизации на ЛКЗ                                     | 13 (У-5, У-6, У-8 — У-18)                                  |                                                            | 3 (в том числе У-2)                                        |                                                            |
| Итого                                                      | 145                                                        | 241                                                        | 24                                                         | 162                                                        |

*В том числе 2 выпуска ЧТЗ

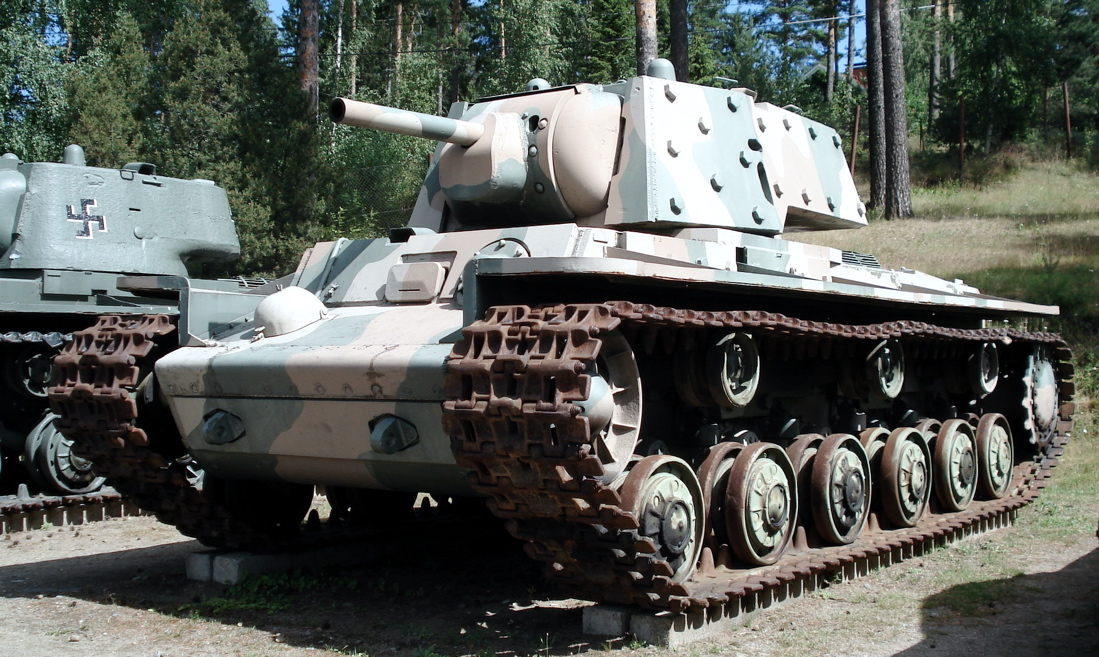
КВ-1Э 1941 года выпуска, захвачен финскими войсками во время финского наступления 1941 года. Танковый музей г. Парола, Финляндия

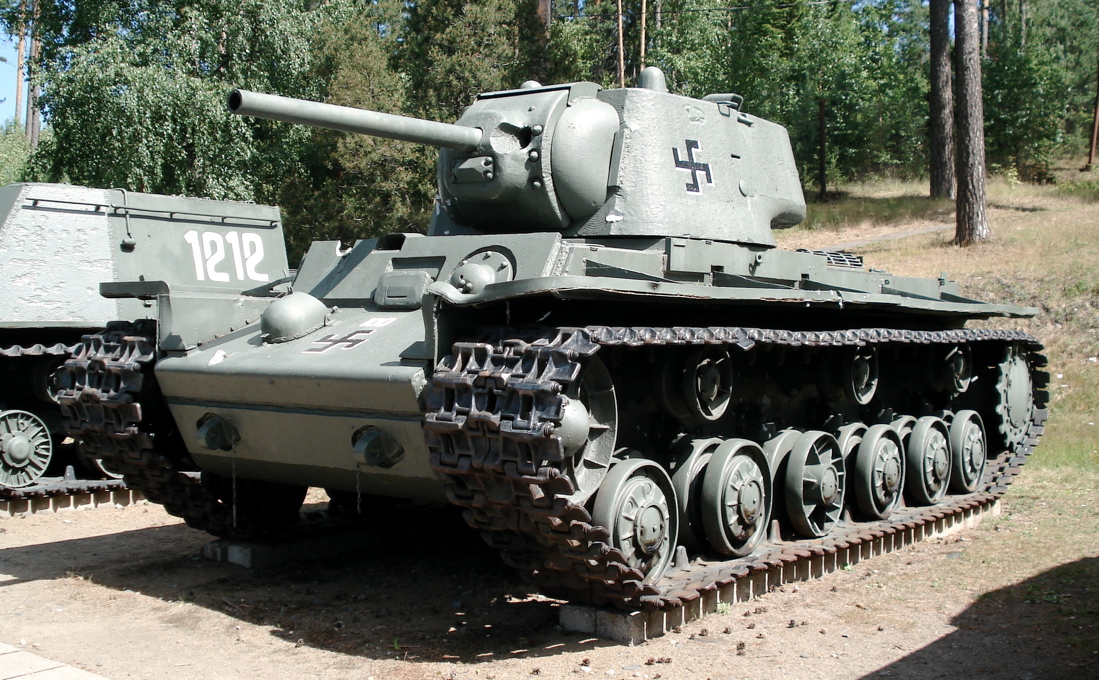
КВ-1 1942 года выпуска. Танковый музей г. Парола, Финляндия

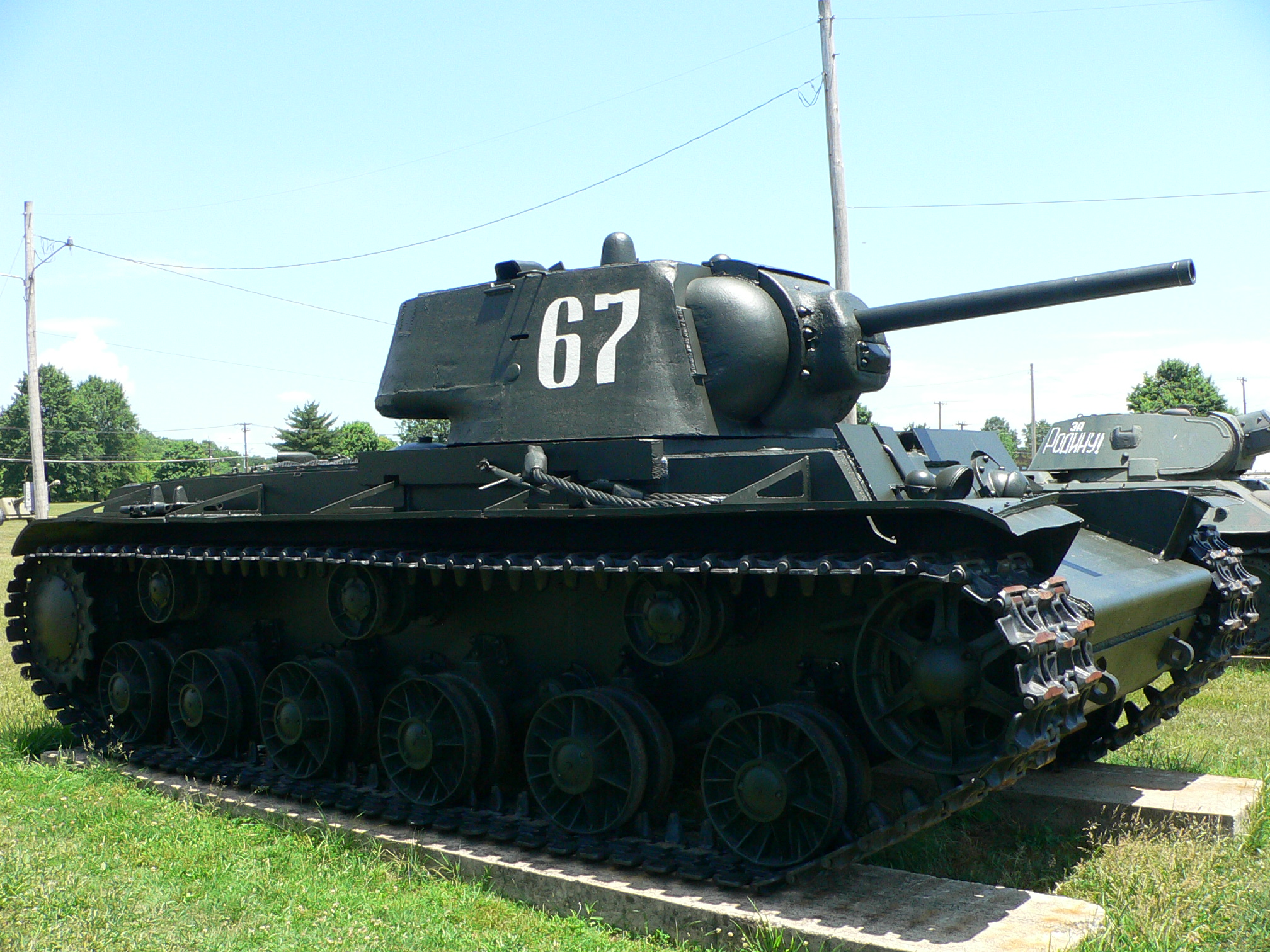
КВ-1, Абердинский полигон, США

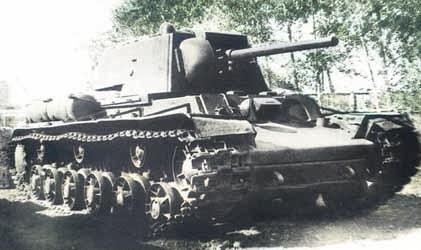
КВ-12, колоризация

**Все выпуска ЧТЗ. Есть предположение, что в дивизию не поступили, а использовались 132-м танковым полком 213-й моторизованной дивизии.
***В том числе 1 выпуска ЧТЗ
****В том числе 2 выпуска ЧТЗ
*****На одном КВ-1 в 1940 году испытывалась 76-мм пушка Ф-32, на втором ЗИС-22 (Ф-34, приспособленная под установку в башню КВ). На КВ-2 проходила испытания 107-мм пушка ЗиС-6 (Ф-42).
На 1 января 1942 года в войсках числились 403 танка КВ.
На 1 января 1943 года — 1376 КВ всех типов.

## Конструкция танка
Для 1940 года серийный КВ-1 являлся подлинно новаторской конструкцией, воплотившей в себе самые передовые идеи того времени: индивидуальную торсионную подвеску, надёжное противоснарядное бронирование, дизельный двигатель и одно мощное универсальное орудие в рамках классической компоновки. Хотя по отдельности решения из этого набора неоднократно реализовывались ранее на других зарубежных и отечественных танках, КВ-1 был первой боевой машиной, воплотившей в себе их комбинацию. Некоторые эксперты рассматривают его как этапную машину в мировом танкостроении, оказавшую значительное влияние на разработку последующих тяжёлых танков в других странах. Классическая компоновка на серийном советском тяжёлом танке была применена впервые, что позволило КВ-1 получить наиболее высокий уровень защищённости и большой модернизационный потенциал в рамках этой концепции по сравнению с предыдущей серийной моделью тяжёлого танка Т-35 и опытными машинами СМК и Т-100 (все — многобашенного типа). Основой классической компоновки является разделение бронекорпуса от носа к корме последовательно на отделение управления, боевое отделение и моторно-трансмиссионное отделение. Механик-водитель и стрелок-радист размещались в отделении управления, три других члена экипажа имели рабочие места в боевом отделении, которое объединяло среднюю часть бронекорпуса и башню. Там же располагались орудие, боезапас к нему и часть топливных баков. Двигатель и трансмиссия были установлены в корме машины.

### Броневой корпус и башня

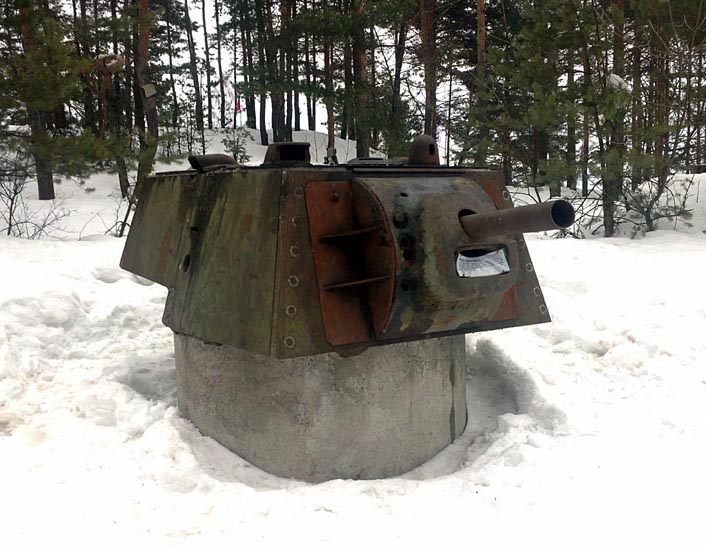
Танковая огневая точка с башней КВ-1, музей «Сестрорецкий рубеж»

Броневой корпус танка сваривался из катаных броневых плит средней твёрдости толщиной 80, 40, 30 и 20 мм. Броневая защита равнопрочная (бронеплиты с толщиной отличной от 75 мм использовались только для горизонтального бронирования машины), противоснарядная. Броневые плиты лобовой части машины устанавливались под рациональными углами наклона. Башня серийных КВ выпускалась в трёх вариантах: литая, сварная с прямоугольной нишей и сварная с закруглённой нишей. Толщина брони у сварных башен была 75 мм, у литых — 95 мм, так как литая броня была менее прочной. Во второй половине 1941 года сварные башни и бортовые бронеплиты некоторых танков были дополнительно усилены — на них на болтах закрепили 25-мм броневые экраны, причём между основной бронёй и экраном оставался воздушный промежуток, то есть, этот вариант КВ-1 получил разнесённое бронирование. Это было сделано для усиления защиты от немецких 88-мм зенитных орудий. Тяжёлые танки немцы начали разрабатывать только в 1941 году (тяжелый танк в немецкой теории блицкрига не находил применения), поэтому для 1941 года даже штатное бронирование КВ-1, в принципе, являлось избыточным (броня КВ не поражалась штатными 37-мм и 50-мм ПТО Вермахта, однако могла быть пробита 75-мм, 88-мм, 105-мм и 150-мм орудиями). В некоторых источниках ошибочно указывается, что танки выпускались с катаной бронёй толщиной 100 мм и более — на самом деле, эта цифра соответствует сумме толщины основной брони танка и экранов.

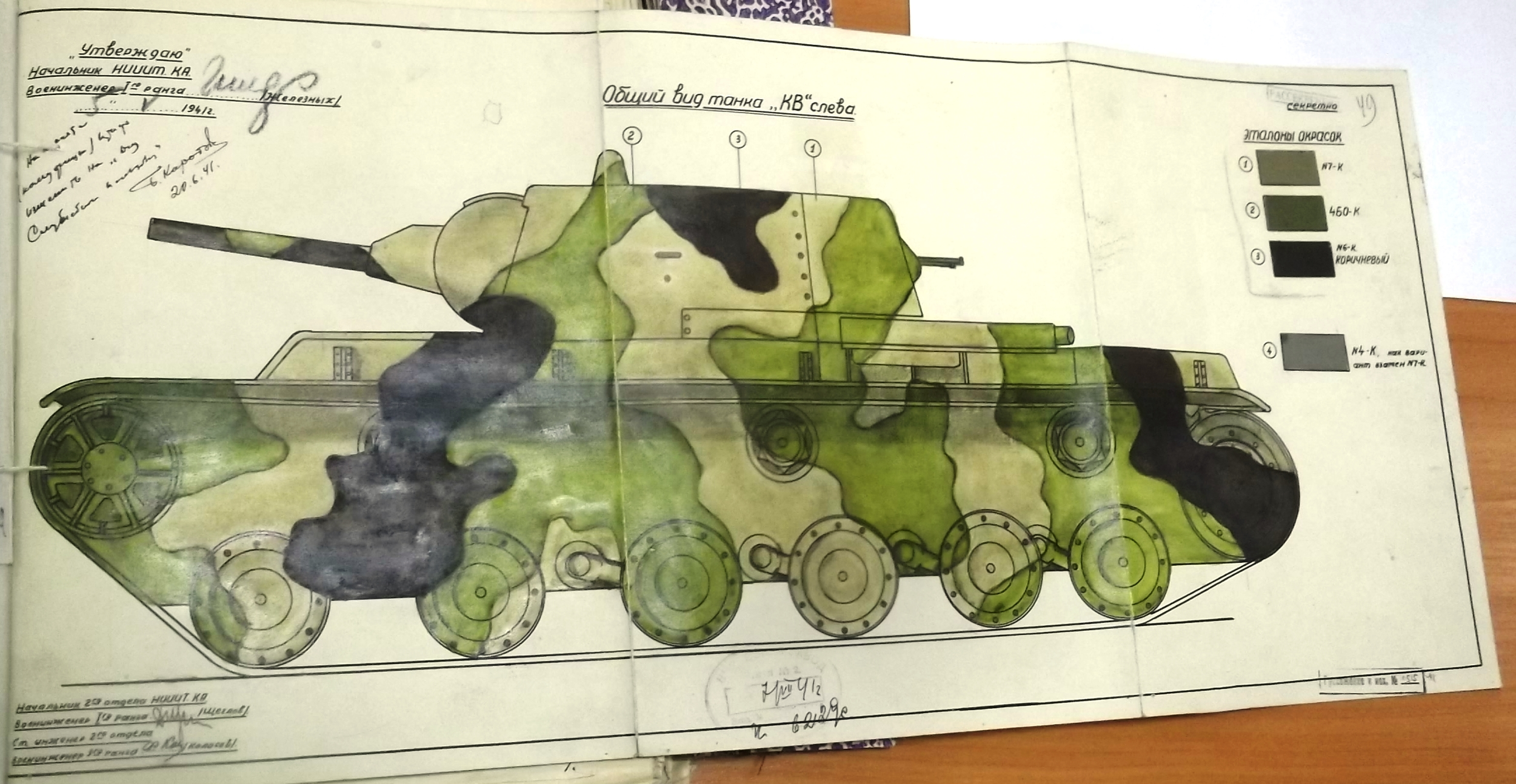
Общий вид танка КВ в трёхцветном камуфляже, утверждённом для Кировского завода, Ленинград, май 1941 г.

Решение об установке «экранов» было принято в конце июня 1941 года, после первых донесений о потерях от огня немецких зениток, однако уже в августе эта программа была свернута, так как ходовая часть не выдерживала массу машины, возросшую до 50 тонн. Эта проблема была позже частично преодолена установкой литых опорных катков усиленной конструкции. Экранированные танки применялись на Северо-Западном и Ленинградском фронтах.
Лобовая часть башни с амбразурой для орудия, образованная пересечением четырёх сфер, отливалась отдельно и сваривалась с остальными бронедеталями башни. Маска орудия представляла собой цилиндрический сегмент гнутой катаной бронеплиты и имела три отверстия — для пушки, спаренного пулемёта и прицела. Башня устанавливалась на погон диаметром 1535 мм в броневой крыше боевого отделения и фиксировалась захватами во избежание сваливания при сильном крене или опрокидывании танка. Внутри погон башни размечался в тысячных для стрельбы с закрытых позиций.
Механик-водитель располагался по центру в передней части бронекорпуса танка, слева от него находилось рабочее место стрелка-радиста. Три члена экипажа располагались в башне: слева от орудия были рабочие места наводчика и заряжающего, а справа — командира танка. Посадка и выход экипажа производились через два круглых люка: один в башне над рабочим местом командира и один на крыше корпуса над рабочим местом стрелка-радиста. Корпус также имел днищевой люк для аварийного покидания экипажем танка и ряд люков, лючков и технологических отверстий для погрузки боекомплекта, доступа к горловинам топливных баков, другим узлам и агрегатам машины.

### Вооружение
На танках первых выпусков устанавливалась пушка Л-11 калибра 76,2 мм с боекомплектом 111 выстрелов (по другим данным — 135 или 116). Интересно, что изначальный проект предусматривал ещё и спаренную с ней 45-мм пушку 20К, хотя бронепробиваемость 76-мм танковой пушки Л-11 не уступала противотанковой 20К. Всё ещё был устойчив стереотип о необходимости иметь 45-мм пушку в качестве противотанковой, а 76-мм должна была выполнять функции штурмового орудия. Но, уже на прототипе, направленном на Карельский перешеек, 45-мм пушку сняли и установили вместо неё пулемёт ДТ-29. Впоследствии, пушку Л-11 заменили на 76-мм орудие Ф-32 с аналогичной баллистикой, а осенью 1941 года — на орудие ЗИС-5 с большей длиной ствола в 41,6 калибра.
В сентябре 1941 на 3 вновь построенных на ЛКЗ танка вместо курсового пулемёта поставили огнемет, такой же переделке подвергся один капитально отремонтированный КВ-1.
Пушка ЗИС-5 монтировалась на цапфах в башне и была полностью уравновешена. Сама башня с орудием ЗИС-5 также являлась уравновешенной: её центр масс располагался на геометрической оси вращения. Пушка ЗИС-5 имела вертикальные углы наводки от −5 до +25°, при фиксированном положении башни она могла наводиться в небольшом секторе горизонтальной наводки (т. н. «ювелирная» наводка). Выстрел производился посредством ручного механического спуска.
Боекомплект орудия составлял 111—116 выстрелов унитарного заряжания в зависимости от модификации машины (10 в кормовой нише башни, 78 в чемоданах на полу боевого отделения, 23-28 справа от механика -водителя у борта машины). 
На первые 105 танков КВ-1, включая У-0, установка курсового пулемёта не предусматривалась: у радиста был оборудован порт для стрельбы из личного оружия. Начиная с ноября 1940 года на КВ-1 устанавливались уже три 7,62-мм пулемёта ДТ-29: спаренный с орудием, а также курсовой и кормовой в шаровых установках. Боекомплект ко всем ДТ составлял 2772 патрона. Эти пулемёты монтировались таким образом, что при необходимости их можно было снять с монтировок и использовать вне танка. Для самообороны экипаж имел несколько ручных гранат Ф-1 и иногда снабжался пистолетом для стрельбы сигнальными ракетами. На каждом пятом КВ монтировали зенитную турель для ДТ, однако зенитные пулемёты ставили редко.

### Двигатель
Изначально танк оснащался 12-цилиндровым дизельным двигателем В-2К, рабочим объёмом 38,9 литра, заявленной максимальной мощностью 600 л. с. при 1800 об/мин. В ноябре-декабре 1941 года, из-за нехватки дизельных В-2К, которые производились тогда только на харьковском заводе № 75, находящемся с осени 41-го в процессе эвакуации на Урал, на 130 танков вынужденно устанавливался 12-цилиндровый карбюраторный двигатель М-17Т, рабочим объёмом 46,8 литра, заявленной максимальной мощностью 500 л. с. при 1500 об/мин. Весной 1942 года, уже после того, как эвакуированный завод наладил на новом месте производство дизельных двигателей в достаточном объёме, было издано постановление о переоборудовании всех находящихся в строю танков КВ-1 с двигателями М-17Т обратно на В-2К.
Пуск двигателя в обоих случаях обеспечивался стартёром СТ-700 мощностью 15 л. с. или сжатым воздухом из двух резервуаров ёмкостью 5 литров в боевом отделении машины. Ввиду плотной компоновки танка, основные топливные баки объёмом 600—615 л располагались и в боевом, и в моторно-трансмиссионном отделении.

### Трансмиссия
Танк КВ-1 оснащался механической трансмиссией, в состав которой входили:
- многодисковый главный фрикцион сухого трения «стали по феродо»;
- пятиступенчатая коробка передач тракторного типа;
- два многодисковых бортовых фрикциона с трением «сталь по стали»;
- два бортовых планетарных редуктора;
- ленточные плавающие тормоза.

Все приводы управления трансмиссией — механические. При эксплуатации в войсках наибольшее число нареканий и рекламаций в адрес завода-изготовителя вызывали именно дефекты и крайне ненадёжная работа трансмиссионной группы, особенно у перегруженных танков КВ выпуска военного времени. Практически все авторитетные печатные источники признают одним из самых существенных недостатков танков серии КВ и машин на его базе низкую надёжность трансмиссии в целом.

### Ходовая часть
Подвеска машины — индивидуальная торсионная с внутренней амортизацией для каждого из 6 штампованных двускатных опорных катков малого диаметра по каждому борту. Напротив каждого опорного катка к бронекорпусу приваривались ограничители хода балансиров подвески. Ведущие колёса со съёмными зубчатыми венцами цевочного зацепления располагались сзади, а ленивцы — спереди. Верхняя ветвь гусеницы поддерживалась тремя малыми обрезиненными штампованными поддерживающими катками по каждому борту. В 1941 году технологию изготовления опорных и поддерживающих катков перевели на литьё, последние лишились резиновых бандажей из-за общей, в тот период, нехватки резины. Механизм натяжения гусеницы — винтовой; каждая гусеница состояла из 86—90 одногребневых траков шириной 700 мм и шагом 160 мм.

### Электрооборудование
Электропроводка в танке КВ-1 была однопроводной, вторым проводом служил бронекорпус машины. Исключение составляла цепь аварийного освещения, которая была двухпроводной. Источниками электроэнергии (рабочее напряжение 24 В) были генератор ГТ-4563А с реле-регулятором РРА-24 мощностью 1 кВт и четыре последовательно соединённые аккумуляторные батареи марки 6-СТЭ-128 общей ёмкостью 128 А·ч. Потребители электроэнергии включали в себя:
- электромотор поворота башни;
- наружное и внутреннее освещение машины, приборы подсветки прицелов и шкал измерительных приборов;
- наружный звуковой сигнал и цепь сигнализации от десанта к экипажу машины;
- контрольно-измерительные приборы (амперметр и вольтметр);
- средства связи — радиостанция и танковое переговорное устройство;
- электрика моторной группы — стартер СТ-700, пусковое реле РС-371 или РС-400 и т. д..

### Средства наблюдения и прицелы
Общая обзорность танка КВ-1 ещё в 1940 году оценивалась в докладной записке Л. Мехлису от военинженера Каливоды как крайне неудовлетворительная. Командир машины имел смотровой прибор в башне — панораму ПТК, имевший 2,5-кратное увеличение и поле зрения 26 градусов, бортовой перископ и смотровую щель.
Механик-водитель в бою вёл наблюдение через смотровой прибор с триплексом, который защищался броневой заслонкой. Этот смотровой прибор устанавливался в бронированном люке-пробке на лобовой бронеплите по продольной осевой линии машины, а также перископ. В спокойной обстановке этот люк-пробка мог быть выдвинут вперёд, обеспечивая механику-водителю более удобный непосредственный обзор с его рабочего места.
Для ведения огня КВ-1 оснащался двумя орудийными прицелами — телескопическим ТОД-6 для стрельбы прямой наводкой и перископическим ПТ-6 для стрельбы с закрытых позиций. Головка перископического прицела защищалась специальным броневым колпаком. Для обеспечения возможности огня в тёмное время суток шкалы прицелов имели приборы подсветки. Курсовой и кормовой пулемёты ДТ могли комплектоваться прицелом ПУ от снайперской винтовки с трёхкратным увеличением.

### Средства связи
Средства связи включали в себя радиостанцию 71-ТК-3, позже 10Р или 10РК-26. На ряде танков от нехватки устанавливались авиационные радиостанции 9Р. Танк КВ-1 оснащался внутренним переговорным устройством ТПУ-4-Бис на 4 абонента.
Радиостанции 10Р или 10РК представляли собой комплект из передатчика, приёмника и умформеров (одноякорных мотор-генераторов) для их питания, подсоединяемых к бортовой электросети напряжением 24 В.
10Р представляла собой симплексную ламповую коротковолновую радиостанцию, работающую в диапазоне частот от 3,75 до 6 МГц (соответственно длины волн от 80 до 50 м). На стоянке дальность связи в телефонном (голосовом) режиме достигала 20—25 км, в движении она несколько уменьшалась. Бо́льшую дальность связи можно было получить в телеграфном режиме, когда информация передавалась телеграфным ключом азбукой Морзе или иной дискретной системой кодирования. Стабилизация частоты осуществлялась съёмным кварцевым резонатором, плавная подстройка частоты отсутствовала. 10Р позволяла вести связь на двух фиксированных частотах; для их смены использовался другой кварцевый резонатор из 15 пар в комплекте радиостанции.
Радиостанция 10РК являлась технологическим улучшением предыдущей модели 10Р, она стала проще и дешевле в производстве. У этой модели появилась возможность плавного выбора рабочей частоты, число кварцевых резонаторов было уменьшено до 16. Характеристики по дальности связи значительных изменений не претерпели.
Танковое переговорное устройство ТПУ-4-Бис позволяло вести переговоры между членами экипажа танка даже в сильно зашумленной обстановке и подключать шлемофонную гарнитуру (головные телефоны и ларингофоны) к радиостанции для внешней связи.

## Модификации танка КВ

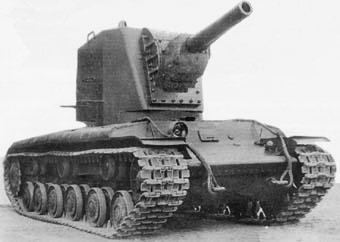
КВ-2 раннего типа

КВ стал родоначальником целой серии тяжёлых танков.
Первым «потомком» КВ стал танк КВ-2, вооружённый 152-мм гаубицей М-10, установленной в высокой башне. Танки КВ-2 по назначению являлись тяжёлыми САУ, так как предназначались для борьбы с ДОТами, но бои 1941 года показали, что они являются прекрасным средством для борьбы с немецкими танками — их лобовую броню не пробивали снаряды любого немецкого танка, а снаряд КВ-2, стоило ему попасть в любой немецкий танк, почти гарантированно его уничтожал. Огонь КВ-2 могли вести только с места. Их начали выпускать в 1940, а вскоре после начала Великой Отечественной войны их производство было свёрнуто.
В 1940 году планировалось запустить в производство и другие танки серии КВ. В качестве эксперимента к концу года изготовили один КВ (Т-150) с бронёй 90 мм (с 76-мм пушкой Ф-32) и ещё два (Т-220) с бронёй 100 мм (один с 76-мм пушкой Ф-32, другой — с 85-мм пушкой Ф-30). Но дальше изготовления опытных образцов дело не пошло. Все они в октябре 1941 были оснащены стандартными башнями КВ-1 с пушкой Ф-32 и убыли на фронт.
В сентябре 1941 4 танка КВ-1 (в том числе, один после ремонта) оснастили огнеметом. Он ставился в лобовой части корпуса, в небольшой пристройке, вместо курсового пулемёта. Остальное вооружение оставалось неизменным. Данный танк получил обозначение КВ-6.
В апреле 1942 г. на базе КВ был создан огнемётный танк КВ-8. Корпус остался без изменений, в башне устанавливался огнемёт (АТО-41 или АТО-42). Вместо 76-мм пушки пришлось установить 45-мм пушку обр. 1934 года с маскировочным кожухом, воспроизводящим внешние очертания 76-мм пушки (76-мм пушка вместе с огнемётом в башне не помещалась).
В августе 1942 года было решено начать производство КВ-1с («с» означает «скоростной»). Ведущий конструктор нового танка — Н. Ф. Шашмурин
Танк облегчили, в том числе, за счёт утончения брони (например, снизили толщину борта и кормы корпуса до 60 мм, лба литой башни — до 82 мм). Она все равно осталась непробиваемой для немецких пушек, но масса танка уменьшилась до 42,5 тонн, а скорость и проходимость существенно выросли.
В 1941—1942 годах была разработана ракетная модификация танка — КВ-1К, оснащенная системой КАРСТ-1 (короткая артиллерийская ракетная система танковая).
К серии КВ относят также танк КВ-85 и самоходку СУ-152 (КВ-14), однако они были созданы на базе КВ-1с и поэтому здесь не рассматриваются.

## Опыт боевого применения

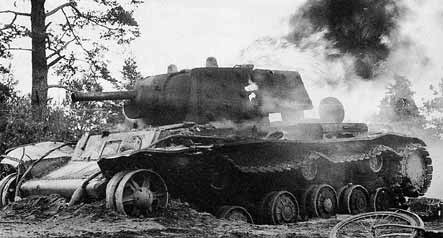
КВ-1, подбитый в ходе сентябрьских боёв 1941 года на Карельском перешейке

Если не считать, по сути, экспериментального применения КВ в финской кампании, танк впервые пошёл в бой после нападения Германии на СССР. Первые же встречи немецких танкистов с КВ ввели их в состояние шока. Танк практически не пробивался из немецких танковых пушек (например, немецкий подкалиберный снаряд 50-мм танковой пушки пробивал вертикальный борт КВ с дистанции 300 м, а наклонный лоб — только с расстояния 40 м). Противотанковая артиллерия так же была малоэффективна: так, бронебойный снаряд 50-мм противотанковой пушки Pak 38 позволял поражать КВ в благоприятных условиях на дистанции только меньше 500 м. Более эффективным был огонь 105-мм гаубиц и 88-мм зениток.

Производство тяжёлых танков КВ-1

Однако танк был «сырым»: сказывалась новизна конструкции и поспешность внедрения в производство. Особенно много хлопот доставляла трансмиссия, не выдерживавшая нагрузок тяжёлого танка — она часто выходила из строя. И, если в открытом бою КВ, действительно, не имел себе равных, то в условиях отступления многие КВ, даже с мелкими поломками, приходилось бросать или уничтожать. Чинить или эвакуировать их не было никакой возможности.
Несколько КВ — брошенных или подбитых — были восстановлены немцами. Впрочем, трофейные КВ использовались непродолжительное время — сказывалось отсутствие запчастей при всё тех же частых поломках.
КВ вызывал противоречивые оценки военных. С одной стороны — неуязвимость, с другой — недостаточная надёжность. Да и с проходимостью не всё так однозначно: танк с трудом преодолевал крутые склоны, его не выдерживали многие мосты. Кроме того, он разрушал любую дорогу — за ним уже не могла двигаться колёсная техника, из-за чего КВ всегда ставили в конец колонны. С другой стороны, танк превосходно показал себя на поле боя, при организации танковых засад и контратак немецких механизированных колонн.
В общем, по оценкам некоторых современников, КВ не имел особых преимуществ перед Т-34. Танки были равны по огневой мощи, оба были малоуязвимы для противотанковой артиллерии. При этом, Т-34 обладал лучшими динамическими характеристиками, был дешевле и проще в производстве, что немаловажно в военное время.
К недостаткам КВ также относят неудачное расположение люков (например, в башне всего один люк, при пожаре быстро выбраться через него втроём было очень сложно).
С целью устранить многочисленные нарекания летом 1942 года танк был модернизирован. За счёт уменьшения толщины брони снизилась масса машины. Были устранены различные крупные и мелкие недостатки, в том числе «слепота» (установлена командирская башенка). Новая версия была названа КВ-1с.
Создание КВ-1с было оправданным шагом в условиях тяжелого первого этапа войны. Однако этот шаг лишь приблизил КВ к средним танкам. Армия так и не получила полноценного (по более поздним стандартам) тяжёлого танка, который бы резко отличался от средних по боевой мощи. Таким шагом могло бы стать вооружение танка 85-мм пушкой. Но дальше экспериментов дело не пошло, так как обычные 76-мм танковые пушки в 1941—1942 годах без труда боролись с любой немецкой бронетехникой, и причин для усиления вооружения не было.
Однако после появления в германской армии Pz. VI («Тигр») с 88-мм пушкой все КВ в одночасье устарели: они были неспособны на равных бороться с немецкими тяжёлыми танками. Так, например, 12 февраля 1943 года во время одного из боёв по прорыву блокады Ленинграда три «Тигра» 1-й роты 502-го тяжёлого танкового батальона уничтожили 10 КВ. При этом немцы потерь не имели — они могли расстреливать КВ с безопасной дистанции. Ситуация лета 1941 года повторялась с точностью до наоборот.
КВ всех модификаций использовались до самого конца войны. Но их постепенно вытесняли более совершенные тяжёлые танки ИС. По иронии судьбы, последней операцией, в которой КВ использовались в большом количестве, стал прорыв Карельского вала в 1944 году. Командующий Карельским фронтом К. А. Мерецков лично настоял на том, чтобы его фронт получил именно КВ (Мерецков командовал армией в Зимней войне и тогда буквально влюбился в этот танк). Уцелевшие КВ собрали буквально по одному и направили в Карелию — туда, где когда-то началась карьера этой машины.
К тому времени небольшое количество КВ всё ещё использовалось. В основном, после демонтажа башни, они служили в качестве эвакуационных машин в подразделениях, оснащённых новыми тяжёлыми танками ИС.
Последним периодом массового использования танков КВ стала Советско-японская война 1945 года. В составе Забайкальского фронта находилось два полка танков КВ по 35 танков. Танки использовались при штурме города Муданьцзян и одноимённого укрепрайона Квантунской армии.

### Трофейные в немецкой армии
Трофейные КВ-1 в годы Великой Отечественной войны использовались в гитлеровской армии под обозначениями:
- Panzerkampfwagen KV-IA 753(r) — КВ-1;
- (Sturm)Panzerkampfwagen KV-II 754(r) — КВ-2;
- Panzerkampfwagen KV-IB 755(r) — КВ-1с;
- Panzerkampfwagen KV I C mit 7,5 cm KwK L/48 — КВ-1 образца 1942 с пушкой KwK 40 и пулемётом MG-34.

### Примеры боевого применения
- Экипаж танка КВ-1 близ города Расейняй (в Литве) в июне 1941 года в течение суток сдерживал кампфгруппу (боевую группу) 6-й танковой дивизии генерала Ф. Ландграфа, оснащённую в основном лёгкими чешскими танками Pz.35(t). Этот бой описал командир 6-й мотопехотной бригады дивизии Э. Раус (командир кампфгруппы «Раус»). Один из КВ в ходе сражения 24 июня повернул влево и занял позицию на дороге, параллельной направлению наступления кампфгруппы «Зекендорф» под командованием подполковника Э. фон Зекендорфа, оказавшись за спиной кампфгруппы Раус. Танк КВ-1 остановил на некоторое время кампфгруппу Зекендорф, которая составляла чуть меньше половины танковой дивизии. Этот эпизод стал основой для легенды о том, что один КВ остановил якобы всю 4-ю немецкую танковую группу генерал-полковника Э. Гепнера[8]. Журнал боевых действий 11-го танкового полка 6-й тд гласит: «Плацдарм кампфгруппы Раус был удержан. До полудня, в качестве резерва, усиленная рота и штаб 65-го танкового батальона были стянуты назад по левому маршруту к перекрестку дорог северо-восточнее Расейняя. Тем временем русский тяжелый танк блокировал коммуникации кампфгруппы Раус. Из-за этого связь с кампфгруппой Раус была прервана на всю вторую половину дня и последующую ночь. Батарея 8,8 Флак была направлена командиром для борьбы с этим танком. Но её действия были так же неуспешны, как и 10,5-см батареи, которая стреляла по указаниям передового наблюдателя. Кроме того, провалилась попытка штурмовой группы саперов подорвать танк. Было невозможно приблизиться к танку из-за сильного пулеметного огня»[9]. Одинокий КВ, о котором идёт речь, сражался с кампфгруппой Зекендорф. После ночного рейда сапёров, только поцарапавшего танк, по второму разу им занялись с помощью 88-мм зенитки, которую удалось установить позади танка. Группа танков LT vz.35 отвлекла своим движением КВ, а расчёт 8,8 cm FlaK добился шести попаданий в танк, но только три снаряда сумели пробить броню танка. Впрочем, героизм и мужество членов экипажа одинокого советского танка КВ-1 впечатлили противника. Немецким солдатам стало очевидно, что советские танкисты, оснащенные отличной боевой техникой, будут серьёзным противником, и война будет тяжелой и длительной даже при её катастрофическом начале. Мертвые неизвестные советские танкисты были похоронены немцами с воинскими почестями[10].
- З. К. Слюсаренко описывает бой КВ под командованием лейтенанта Каххара Хушвакова из 1-го тяжелотанкового батальона 19-го танкового полка 10-й танковой дивизии. Так как вышла из строя КПП, танк, по желанию экипажа, был оставлен как замаскированная огневая точка под Старо-Константиновом (Юго-Западный фронт). Танкисты двое суток сражались с врагом. Они подожгли два немецких танка, три цистерны с горючим, истребили много гитлеровцев. Гитлеровцы облили тела погибших танкистов-героев бензином и сожгли[11].
- Именно на КВ воевали старший лейтенант Зиновий Колобанов (1-я танковая дивизия), в одном бою 20 августа 1941 года (в послевоенной публицистике ошибочно упоминалась дата 19 августа) под Гатчиной (Красногвардейском) уничтоживший 22 немецких танка и два противотанковых орудия, и лейтенант Семён Коновалов (15-я танковая бригада) — в бою 13 июля 1942 года в районе хутора Нижнемитякин Тарасовского района Ростовской области 16 танков и 2 бронеавтомобиля противника.

## Прочие факты
- В начале войны у склонных к мистицизму немцев танк КВ-1 получил прозвище «Gespenst» (в переводе с нем. — «призрак»)[12], поскольку снаряды стандартной 37-мм противотанковой пушки вермахта чаще всего не оставляли на его броне даже вмятин.
- К середине войны (1942 год и далее), в частности к операции «Уран», из (и на основе) танков типа КВ (КВ-1, КВ-1с и КВ-85) стали формироваться специальные ударные соединения — отде́льные тяжёлые та́нковые полки проры́ва (ОТТП) — положившие начало новой тактике применения тяжелых танков, вносившей вклад в успешные контрнаступательные (а впоследствии и наступательные) действия танковых соединений советской армии на всех участках фронта вплоть до окончания войны.
- В одной из версий текста известной песни «На поле танки грохотали…» присутствуют строчки: «Прощай, Маруся дорогая, И ты, КВ, братишка мой…»[13].

## Оценки и мнения
Лейтенант Гельмут Ритген из немецкой 6-й танковой дивизии:

…в корне изменилось само понятие ведения танковой войны, машины «КВ» ознаменовали совершенно иной уровень вооружений, бронезащиты и веса танков. Немецкие танки вмиг перешли в разряд исключительно противопехотного оружия… Отныне основной угрозой стали неприятельские танки, и необходимость борьбы с ними потребовала нового вооружения — мощных длинноствольных пушек большего калибра

Он же о бое с танками КВ под Расейняем:

Эти до сих пор неизвестные советские танки послужили причиной кризиса в ударной группировке «Зекендорф», поскольку она не располагала оружием, способным пробить их броню. Снаряды просто отскакивали от советских танков. 88-мм зенитные орудия пока что не было возможности применить. Пехотинцы во время танковой атаки русских в панике стали отступать. Сверхтяжелые советские КВ надвигались на наши танки, и плотный огонь наших не приносил никакого результата. КВ таранил командирский танк и перевернул его, командир получил ранение.

## Сохранившиеся экземпляры

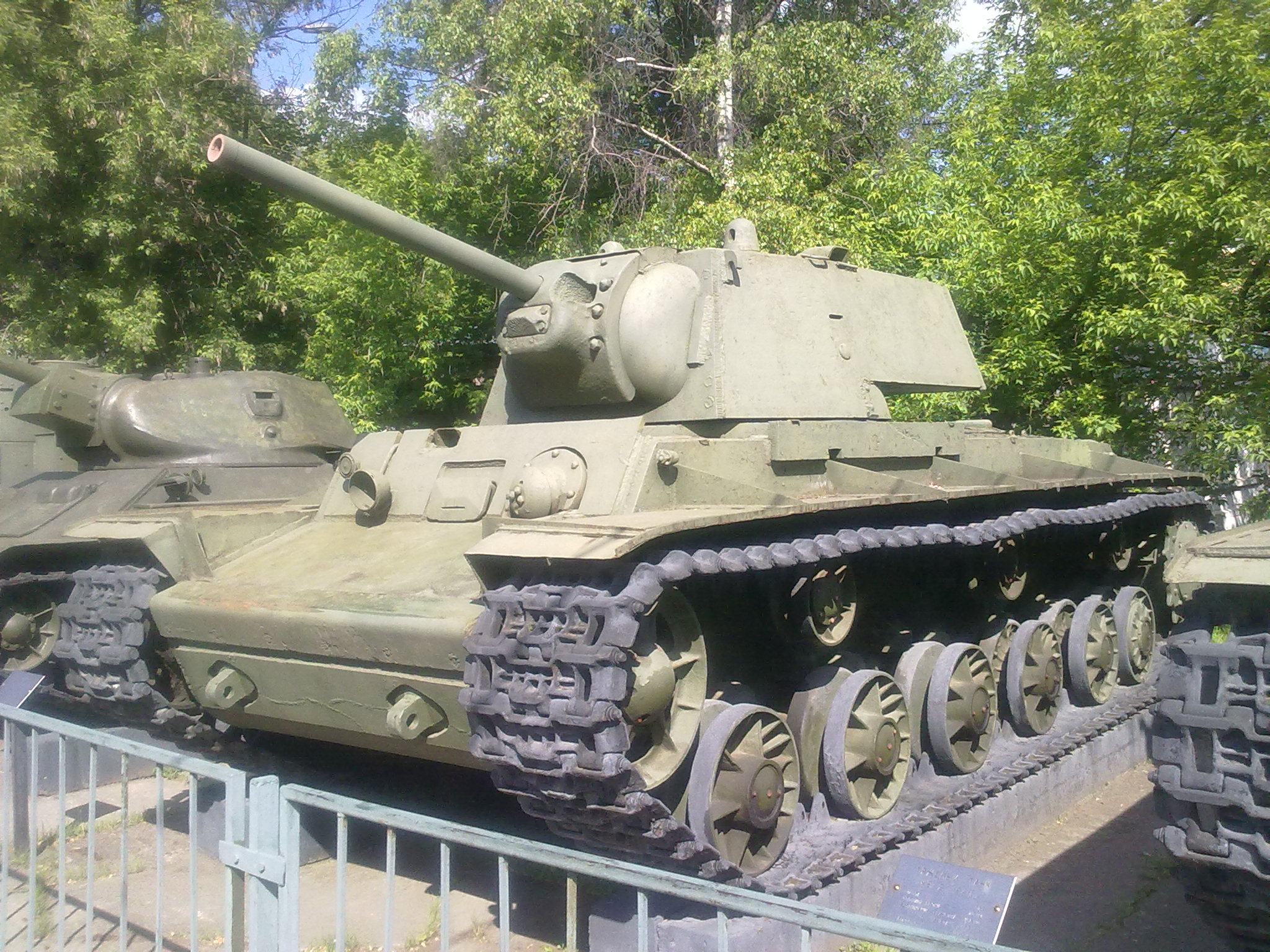
КВ-1 (ЗИС-5) в Центральном музее Вооруженных Сил (г. Москва)

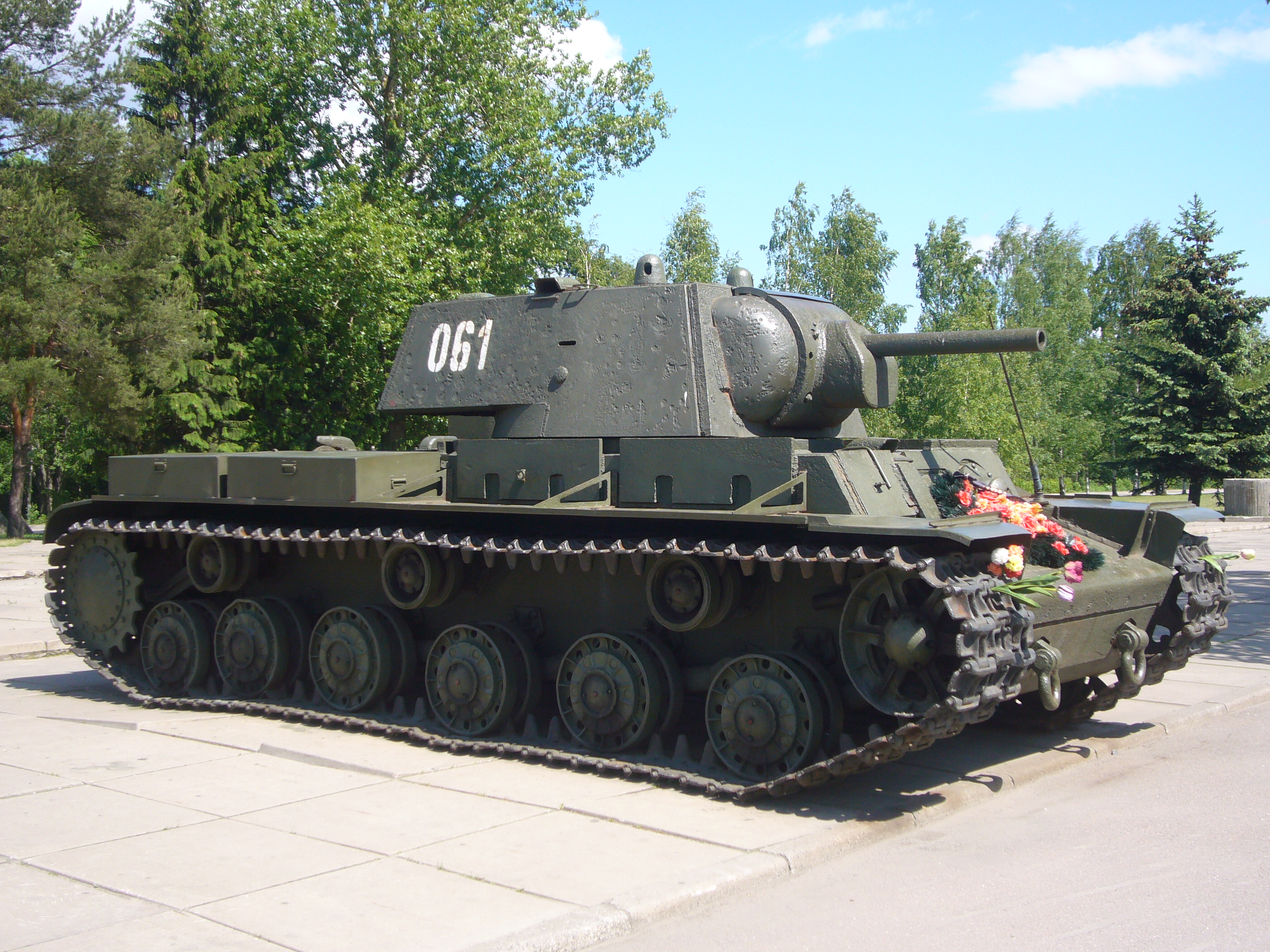
КВ-1 (Ф-32) экранированный у диорамы «Прорыв блокады Ленинграда»

Всего к сегодняшнему дню в разных странах мира сохранилось порядка 10 танков КВ-1 и ряд экземпляров его различных модификаций.
- Центральный музей Вооружённых Сил в Москве — танки КВ-1 и КВ-2
- Бронетанковый музей в Кубинке (Московская область) — опытный танк «Объект 238» (КВ-85Г) с 85-мм орудием.
- п. Ропша —  единственный сохранившийся до наших дней КВ-1 «блокадной» сборки.
- «Музей-заповедник «Прорыв блокады Ленинграда»в деревне. Марьино (недалеко от г. Кировска Ленинградской области —  2 танка КВ-1 (поднятые со дна Невы, один в 2003 году, другой в 2007 году) и 1 танк КВ-1с.
- Парфино Новгородской области — КВ-1с (с корпусом КВ-1).
- Санкт-Петербург, проспект Стачек — танк КВ-85 (дальнейшее развитие КВ-1с).
- Выставочный комплекс «Сестрорецкий рубеж», город Сестрорецк (Курортный район Санкт-Петербурга) — башня танка КВ-1, переделанная в огневую точку
- Музей военной техники «Боевая слава Урала» в Верхней Пышме Свердловской области — КВ-1 обр. 1939 г. и КВ-2 обр. 1940 г. (макеты с подлинными элементами).
- Историко-культурный комплекс «Линия Сталина» в Белоруссии — гибрид, построенный на шасси ИСУ-152 с установкой оригинальной башни с пушкой Л-11 танка КВ-1 с номером М-9617, выпущенного в декабре 1940 года.
- Танковый музей Паролы в Финляндии — 2 КВ-1, захваченных финскими войсками в 1941 году — экранированный танк с пушкой Ф-32 и танк с пушкой ЗИС-5 и литой башней (оба с финской маркировкой и с хакаристи).
- танковый музей в Сомюре Франция — КВ-1 с пушкой Ф-32.
- Абердинский испытательный полигон в США — КВ-1 с литой башней.
- Танковый музей в Бовингтоне Великобритания — КВ-1 с литой башней.
- Музей «Битва за Ленинград» имени Зиновия Григорьевича Колобанова (Ленинградская область, город Всеволожск, улица Народная 5) — КВ-1 № М5200 младшего лейтенанта Василия Иосифовича Ласточкина. Танк был обнаружен в 2011 году на дне Невы в Кировском районе Ленинградской области. Сотрудники музея установили, что танк затонул 30 ноября 1941 года при пробитии парома в момент эвакуации в ремонт с плацдарма «Невский пятачок». 16 ноября 2011 года КВ-1 был поднят на поверхность, а к весне 2015-го отреставрирован до ходового состояния.[15]
- Выставка техники в поселке Палатка Магаданской области — КВ-1 с литой башней.

Во время проведения Среднедонской наступательной операции «Малый Сатурн», проходившей зимой 1942 года, при переправе через реку Дон у села Верхний Мамон был потерян танк КВ, который соскользнул с импровизированной переправы. Зимой 2013—2014 годов при участии компании Wargaming танк был обследован с целью его поднятия. На данный момент (июнь 2014) усилиями этой же компании поднят корпус танка, который оказался сильно разрушен. Сам корпус находится в Кубинке https://tankist-31.livejournal.com/80225.html. Предполагается поднятие всех частей танка и его дальнейшее восстановление.По состоянию на 2022 год реставрация не проводится.